# 超音波断層撮影
超音波断層撮影(ちょうおんぱだんそうさつえい、英語: Ultrasound Computer Tomography : USCT)または超音波トモグラフィとは超音波を使用して試料の内部構造を定量的に可視化する手法。

## 概要
一般的な超音波検査装置では組織の超音波の相対的な伝播速度の差異を基に内部構造を可視化するものの、定量的なデータは得られないという問題があった。超音波断層撮影では組織の超音波の伝播速度を基にコンピュータ断層撮影での画像再構成アルゴリズムを適用することで画像を再構成する。超音波の周波数が高い方が解像度は向上するがインピーダンスのマッチングが困難になる。解像度はMHz帯の周波数の超音波を使用時にcmから数mmの解像度に達する。トランスデューサをフェイズドアレイ化して空間分解能を高める手法もある。

## 近接場超音波断層撮影
超音波断層撮影法の一種に近接場を利用して空間分解能を高める手法がある。

## 特徴
- 無侵襲計測

## 用途
- 診断
- 試料の分析
- 内部構造の可視化
- 非破壊検査